# Zagłębie Lubin

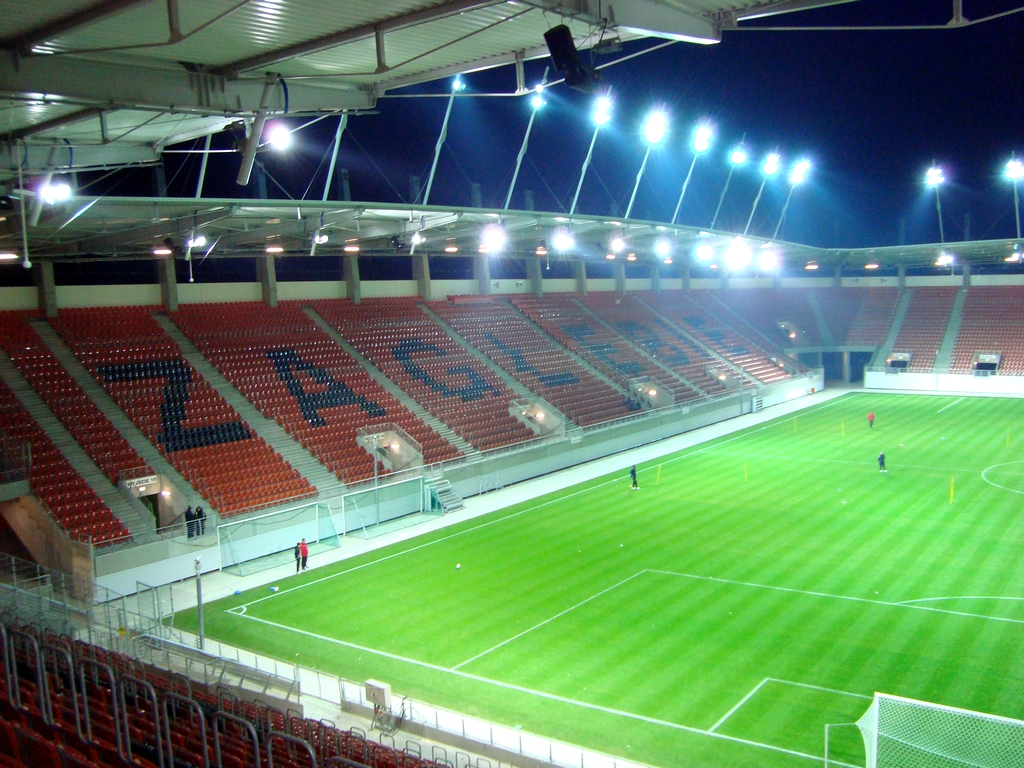
Dialog Arena

Zagłębie Lubin är ett polskt fotbollslag som spelar i Polens högsta liga. Laget kommer från den polska staden Lubin i västra Polen. Laget har vunnit ligan två gånger, den första var år 1991 och det var direkt efter att laget hade avancerat från andra ligan och är det enda laget i Polen som har lyckats med något liknande. 
Säsongen 2006/2007 vann laget sitt andra polska mästerskap. Det blev klart på den sista speldagen av polska ligan eftersom Zagłebie Lubins marginal ner till tvåan GKS Bełchatów endast var två poäng. Hade laget inte vunnit sista matchen mot Legia Warszawa på bortaplan hade GKS vunnit serien. 
Byggandet på en ny arena som laget skall spela på i framtiden påbörjades 2007 och när den nya arenan kommer att stå klar kommer den att hålla trestjärnig UEFA standard.

## Meriter
- Ligamästare: 1991, 2007
- Polska Supercupen: 2007